# Andy Taylor
Andrew James Taylor (Cullercoats, 16 de febrero de 1961), más conocido como Andy Taylor, es un guitarrista británico, miembro de Duran Duran durante su primera etapa, entre 1981 y 1986, su segunda etapa, entre 2002 y 2006, y la tercera, en 2023. En 1986 emprendió una carrera en solitario tras desmarcarse de la banda matriz en el proyecto The Power Station, junto a John Taylor, Tony Thompson y Robert Palmer. 
De marcado carácter roquero, Taylor fue para muchos el talento compositivo detrás de los mejores temas de la banda de Birmingham. Dicho talento le valió también fama como productor. 
En 2002 volvió al seno de Duran Duran, con los que volvió a los estudios de grabación para registrar varias canciones junto a sus antiguos compañeros fundadores, conformando así el antecesor Beautiful Colors, que tomaría varias canciones de este para dar pie más adelante a un nuevo álbum, Astronaut, la primera grabación con la formación original al completo desde 1985.
A inicios de 2006 se comenzó a trabajar en un nuevo álbum, que al día de hoy continúa sin ver la luz ya que nunca se concluyó. A mediados del mismo 2006 Andy volvió a abandonar la banda, debido a diferencias creativas con el resto de componentes. 
Actualmente reside en Ibiza (España), donde regenta su propio estudio de grabación, llamado Andy Taylor Studios Ibiza.
Durante la inducción de la Duran Duran como miembros del Salón de la Fama del Rock, en 2022, el guitarrista reveló que padecía un cáncer de próstata en etapa 4. Sin embargo, en 2024 reportó estar curado.

## Discografía

### 1980 - 2010
‘Duran Duran’ - (Duran Duran - álbum) 
‘Planet Earth’-  (sencillo) 
‘Careless Memories’ - (sencillo) 
‘Girls On Film’ - (sencillo)
‘My Own Way’ - (Duran Duran – sencillo)
‘Rio’ - (Duran Duran - álbum)
‘Hungry Like The Wolf ’ – (sencillo) 
‘Save A Prayer’ – (sencillo) 
‘Rio’ – (sencillo) 
‘Is There Something I Should Know? – (Duran Duran – sencillo)
‘Seven and the Ragged Tiger’ - (Duran Duran - álbum)
‘Union of the Snake’ – (sencillo) 
‘New Moon On Monday’ – ( sencillo) 
‘The Reﬂex’ – (sencillo)
‘Arena’ - (Duran Duran - live album)
‘Wild Boys’– (sencillo)
'The Power Station’ - (The Power Station - album)
‘Some Like It Hot’ – (sencillo) 
‘Get It On’ – (sencillo) 
‘Communication’ - (sencillo)
‘A View to a Kill’ - (Duran Duran & John Barry soundtrack album & single)
'Notorious' - (Duran Duran - álbum)
Notorious - (sencillo)
Skin Trade - (sencillo)
Meet el presidente - (sencillo]
‘Somewhere, Somehow, Someone’ - (Power Station soundtrack for Commando)
‘Addicted to Love’ - (Robert Palmer - sencillo)
'American Anthem' - (Soundtrack)
‘Take it Easy’ – (Andy Taylor - sencillo)
'Miami Vice' - (Soundtrack)
‘When The Rain Comes Down’ – (Andy Taylor - sencillo)
'All You Need Is' - (Love & Money - producer - album)
'Cheesburger' - (sencillo)
'Candybar Express' - (sencillo)
‘Thunder’ - (Andy Taylor - solo album)
‘I Might Lie’ – (sencillo) 
‘Don’t Let Me Die Young’ – (sencillo)
'Life Goes On' - (sencillo)
"Out of Order' -  (Rod Stewart - writer / producer / guitar - álbum)
‘Lost in You’ – (sencillo) 
‘Forever Young’– (sencillo) 
‘My Heart Can’t Tell You No’ – (sencillo)
‘Backstreet Symphony’ - (Thunder - escritor/productor - álbum) 
‘She’s so Fine’ – (sencillo) 
‘Dirty Love’ – (sencillo) 
‘Love Walked In’ – (sencillo)
‘Nobodies Business’ - (solo album - unreleased)
‘Dead On The Money’ - (Andy Taylor - solo single – Tequila Sunrise, movie soundtrack) 
‘Soul Destruction’ - (The Almighty - productor - álbum)
'Free & Easy' - (sencillo)
'Hell to Pay' - (sencillo)
'Little Lost Sometime' - (sencillo)
‘Almost’ - (Mark Shaw - productor - álbum)
'Under Your Spell' - (sencillo)
'Love So Bright' - (sencillo)
‘Dangerous’ - (Andy Taylor - solo album) 
‘Lola’ – (sencillo) 
‘Stone Cold Sober’ – (sencillo)
'Skin & Bones' - (producer - album)
'Funky' - (Eric & The Good Good Feeling - producer - album)
Good Good Feeling - (sencillo)
'Funky' - (sencillo)
'Tamara Champlin' - (productor - album)
'Gun' - (producer, mixer - tracks)
'Shame on You' - (sencillo)
'Long Road' - (sencillo)
'Matthew Ashman' - (productor, escritor - album)
'Then Jerico' - (productor, escritor - album)
'Thunder' - ‘Laughing on Judgement Day’ - (productor, escritor - album)
‘Better Man’ – (sencillo)
'Everybody Wants Her' - (sencillo)
'Flawed to Perfection' - (sencillo)
'The Law' with Paul Rodgers - (guitarra & mix - tracks)
For a Little Ride - (sencillo)
‘Spanner in the Works’ - (Rod Stewart - escritor, guitarra, productor - álbum) 
‘You’re the Star’ – (sencillo) 
‘Delicious’ – (sencillo)
‘Living In Fear’ - (Power Station - album)
‘She Can Rock It’ – (sencillo)
'Notoriety' - (sencillo)
‘The Spanish Sessions E P’ - (with Luke Morely) 
Orgasmaphobia - (Then Jerico -  productor, escritor, guitarra - álbum)
'Fevertree / Liam Keenan' - (producer)
‘Astronaut’ - (Duran Duran - álbum)
‘(Reach Up) For The Sunrise’ – (sencillo) 
‘What Happens Tomorrow’ – (sencillo)
'Nice' - (sencillo)
‘Reportage’ - (Duran Duran - álbum no estrenado) 
‘Blame the BBC’ - ( Hungover Stuntmen - productor, álbum)
'She Knows' - (sencillo)